# Софіївські довгожителі
Софіївські довгожителі — ботанічна пам'ятка природи місцевого значення, знаходиться у Шевченківському районі м. Києва на території Національного заповідника «Софія Київська». Заповідана у липні 2008 року (рішення Київради від 17.07.2008 № 19/19).

## Опис
Софіївські довгожителі — це три дерева: два 100—150 річних ясена та один 100-літній каштан кінський. Висота дерев біля 14 м. На висоті 1,3 м ясени мають в охопленні 4,1 та 4,19 м. Каштан має на висоті 1,3 м охоплення 2,72 м.

## Галерея

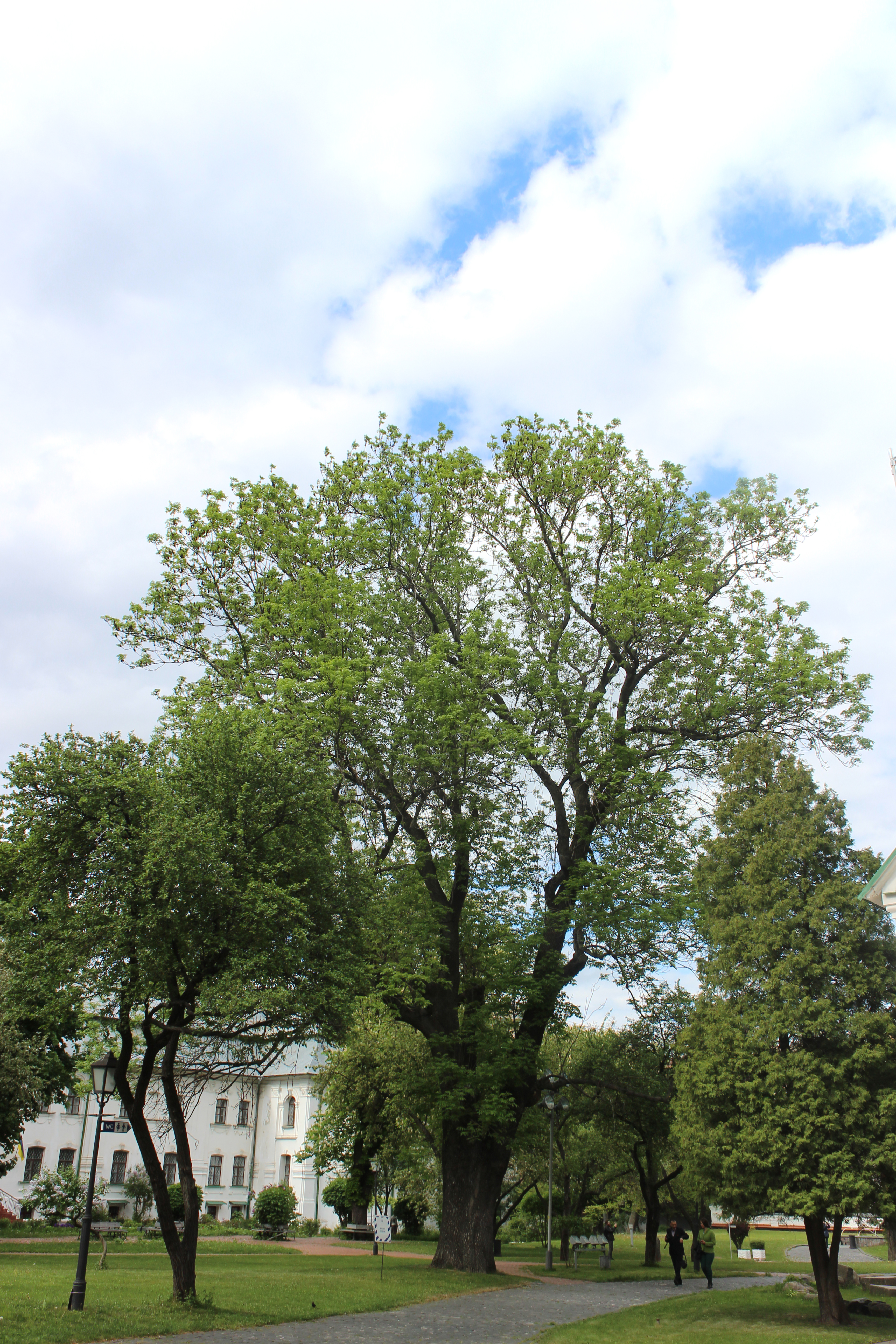
Ясен. Травень 2017 року
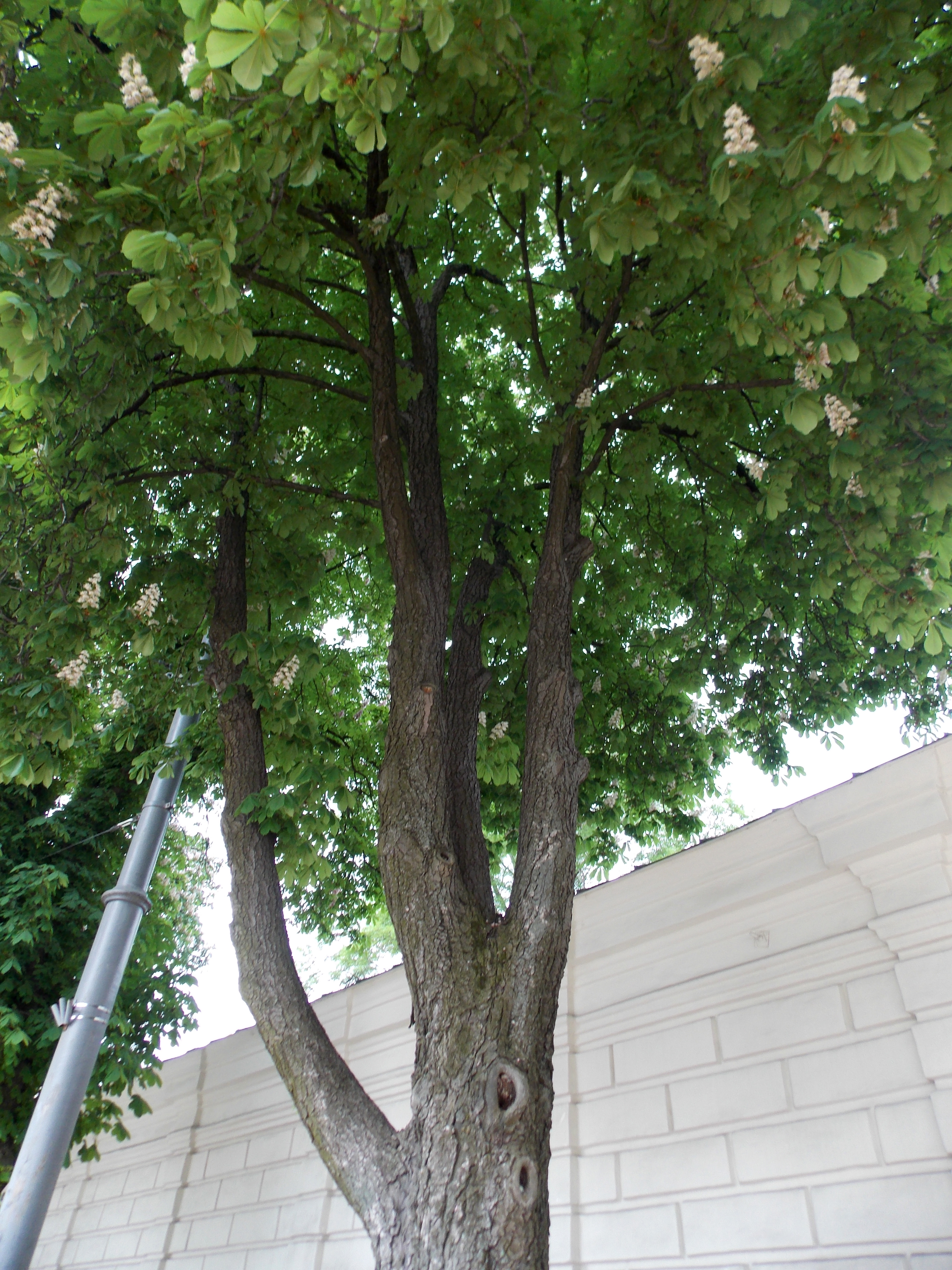
Каштан. Травень 2013 року
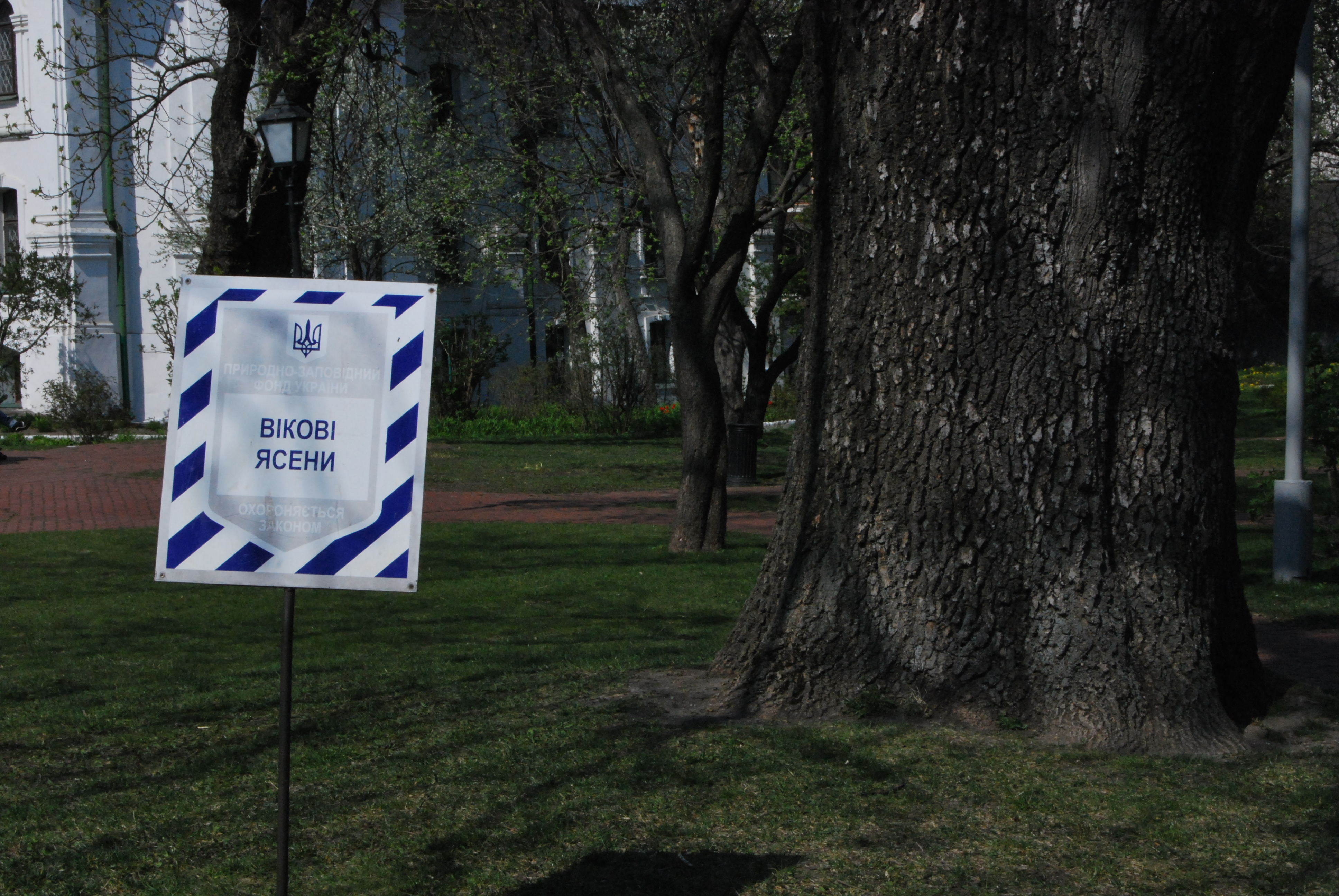
Природоохоронний знак. Травень 2015 року
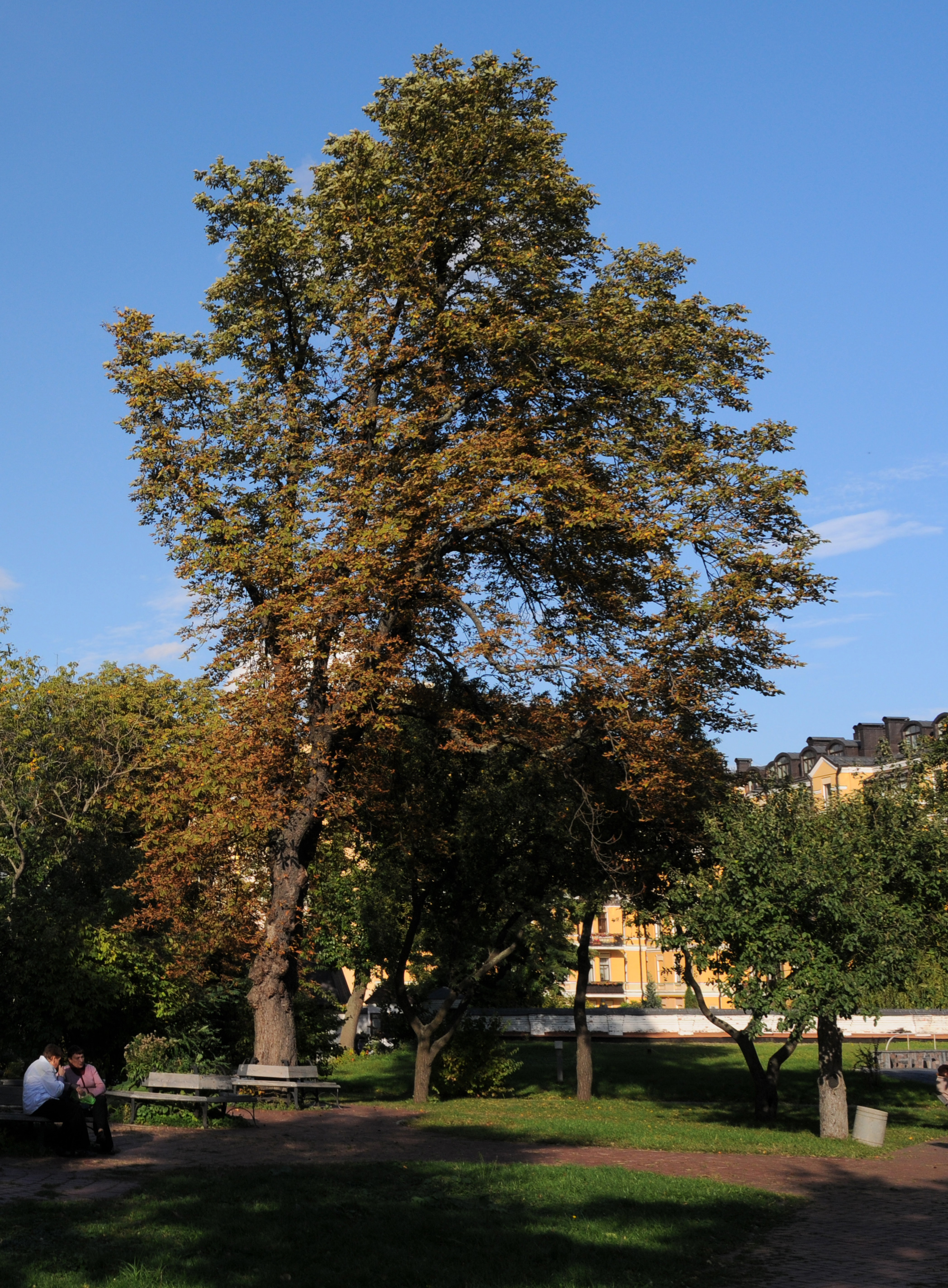
Ясен. Вересень 2010 року
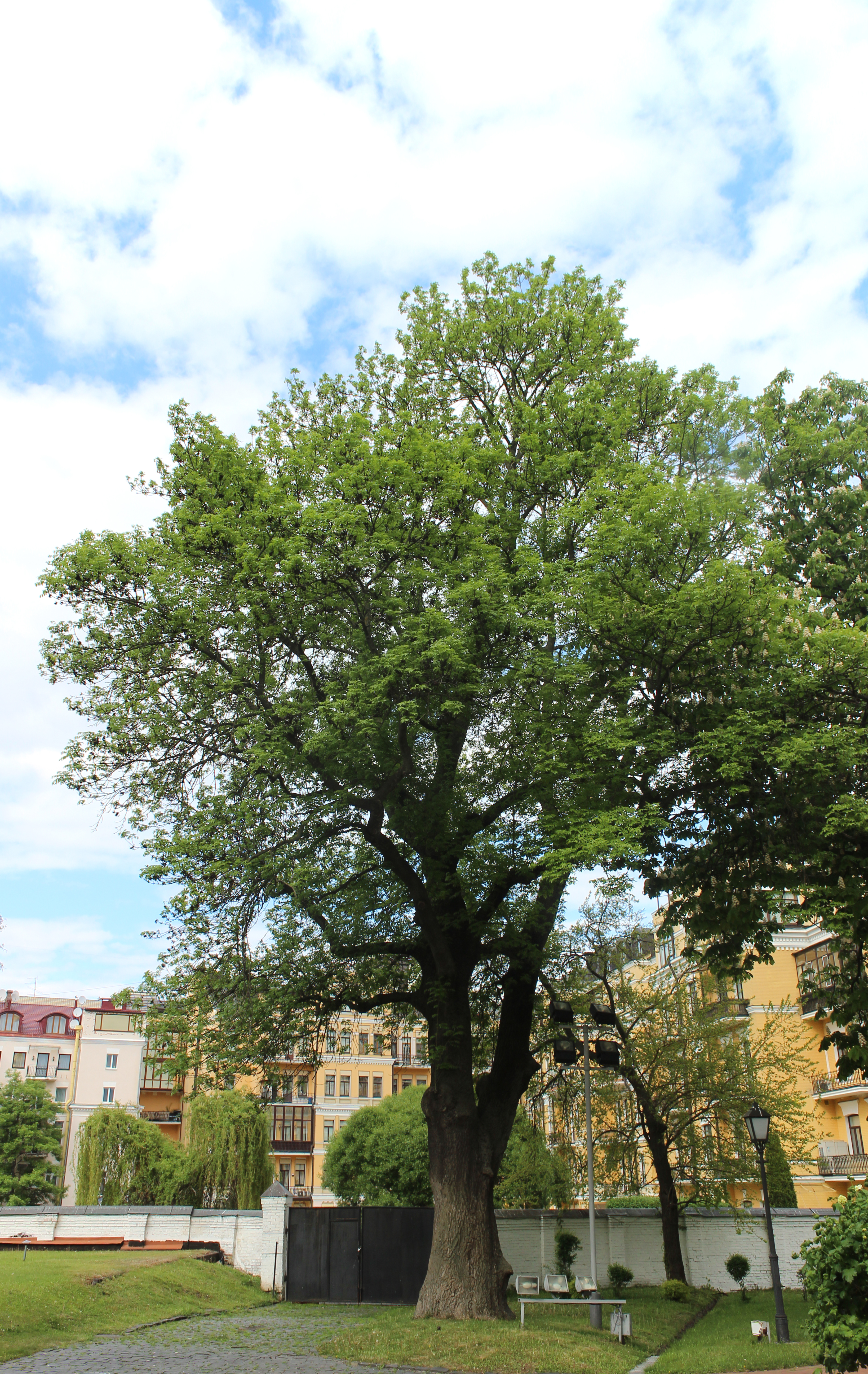
Ясен. Травень 2017 року
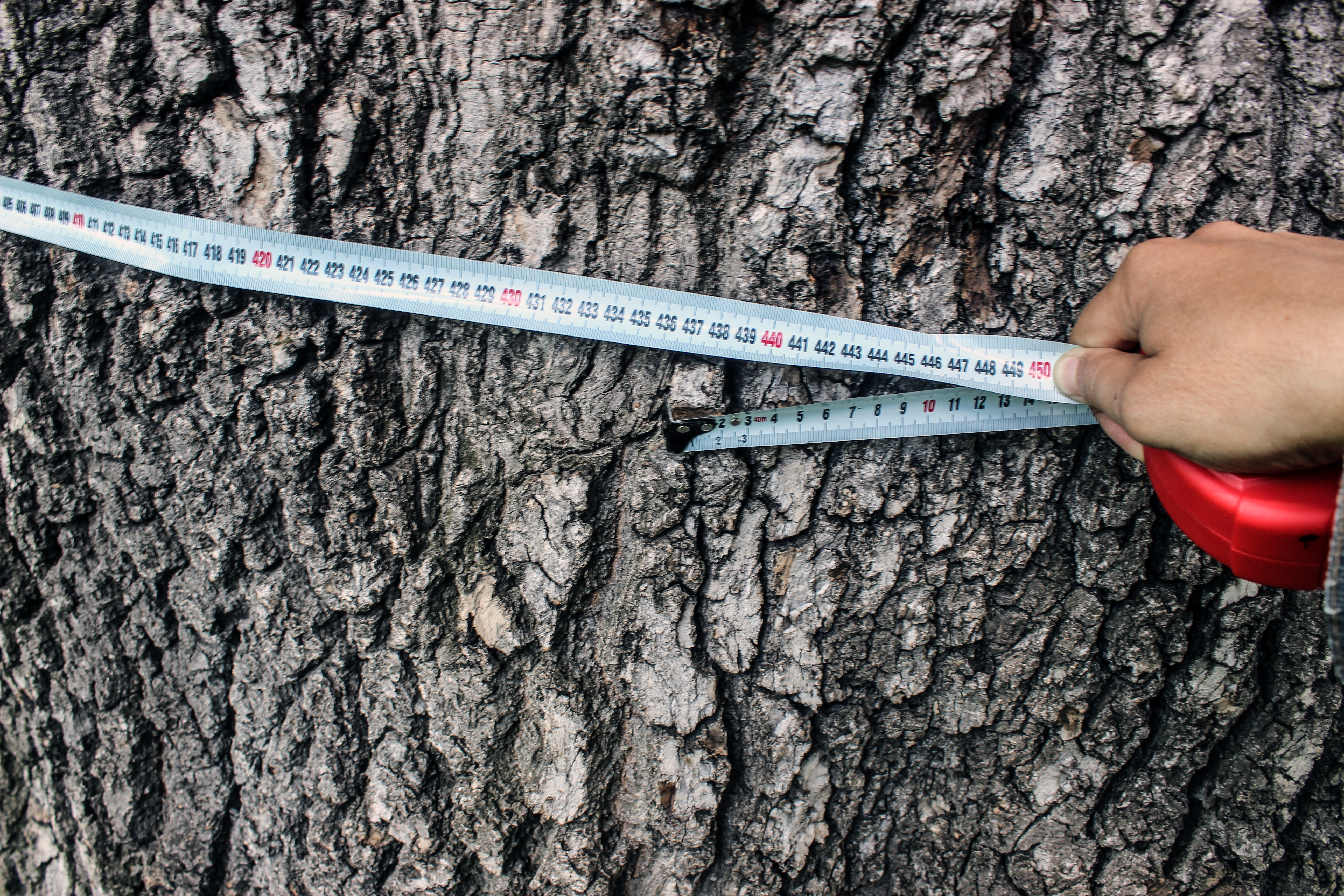
Охоплення ясена. Травень 2015 року